# Luca Filippi

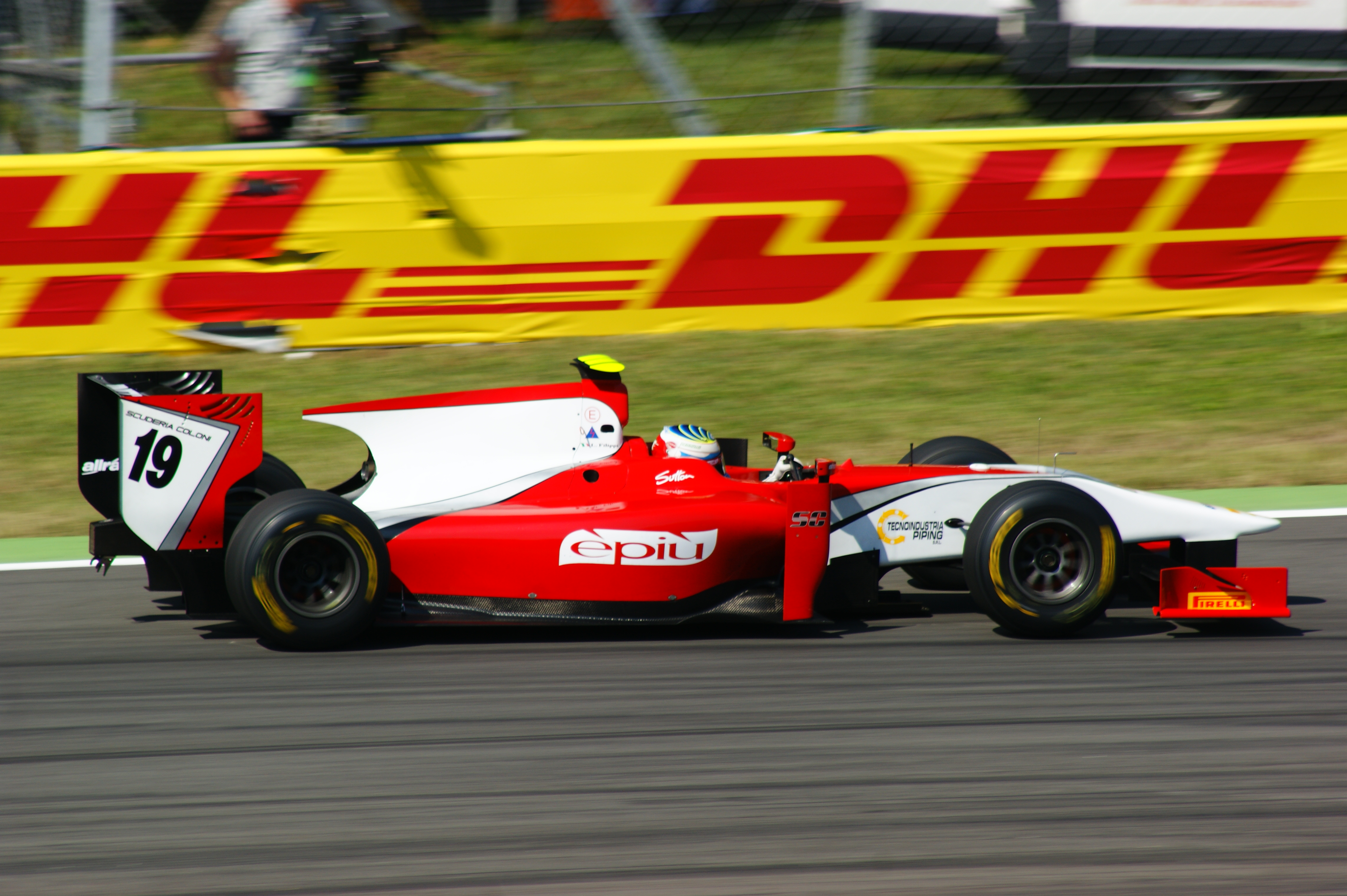
Luca Filippi på Autodromo Nazionale Monza i GP2 Series 2011.

Luca Filippi, född 9 augusti 1985 i Savigliano, är en italiensk racerförare som kör för NIO i Formel E.

## Racingkarriär
Filippi inledde sin formelbilskarriär i Formula Renault 2000 Italia 2003, efter att tidigare ha tävlat inom karting. Han blev artonde totalt och säsongen 2004 tog han tredjeplatsen i mästerskapet.
Säsongen 2005 blev Filippi mästare i Formula 3000 Italia för Fisichella Motorsport, samtidigt som han testade för Minardi i Formel 1. Han gick sedan till GP2 Series 2006, där han blev nittonde, följt av en fjärdeplats för Super Nova Racing 2007. Säsongen 2008 körde han för ART Grand Prix och var en av favoriterna till titeln. Han misslyckades dock rejält och fick sparken efter halva säsongen. Istället gick han över till Trust Team Arden och avslutade säsongen för dem. Filippi testkörde under försäsongen 2008 för de japanska Formel 1-stallen Honda F1 och Super Aguri.
Säsongen 2009 bytte Filippi tillbaka till Super Nova Racing i GP2 Series. Det gick betydligt bättre än året innan och Filippi plockade fyra pallplatser, varav en seger, och blev femma i förarmästerskapet. Senare under vintern blev han tvåa i GP2 Asia Series och det efterföljande året tävlade han i Auto GP, där han blev femma. I GP2 Series körde han bara ungefär halva säsongen och italienaren kom på tjugonde totalt för Super Nova.
Filippi dubblerade under 2011 och körde i både Auto GP och GP2 Series. I det förstnämnda hade han stor chans på titeln, men eftersom han prioriterade GP2 vid ett tillfälle, när de körde samtidigt, förlorade han titeln till Kevin Ceccon med tre poängs marginal. Även i GP2 Series blev han tvåa, bakom den ganska överlägsna Romain Grosjean. Han hade under säsongen bytt team från Super Nova till Scuderia Coloni.